# Francesco Barberini mlajši
Francesco Barberini mlajši, italijanski rimskokatoliški duhovnik, škof in kardinal, * 12. november 1662, Rim, † 17. avgust 1738.

## Življenjepis
13. novembra 1690 je bil povzdignjen v kardinala.
15. septembra 1715 je prejel duhovniško posvečenje.
3. marca 1721 je bil imenovan za škofa Palestrine in 16. marca istega leta je prejel škofovsko posvečenje.
22. junija 1726 je bil imenovan za prefekta znotraj Rimske kurije.